# Rue Augustin-Thierry
La rue Augustin-Thierry est une voie située dans le 19e arrondissement de Paris, en France.

## Situation et accès

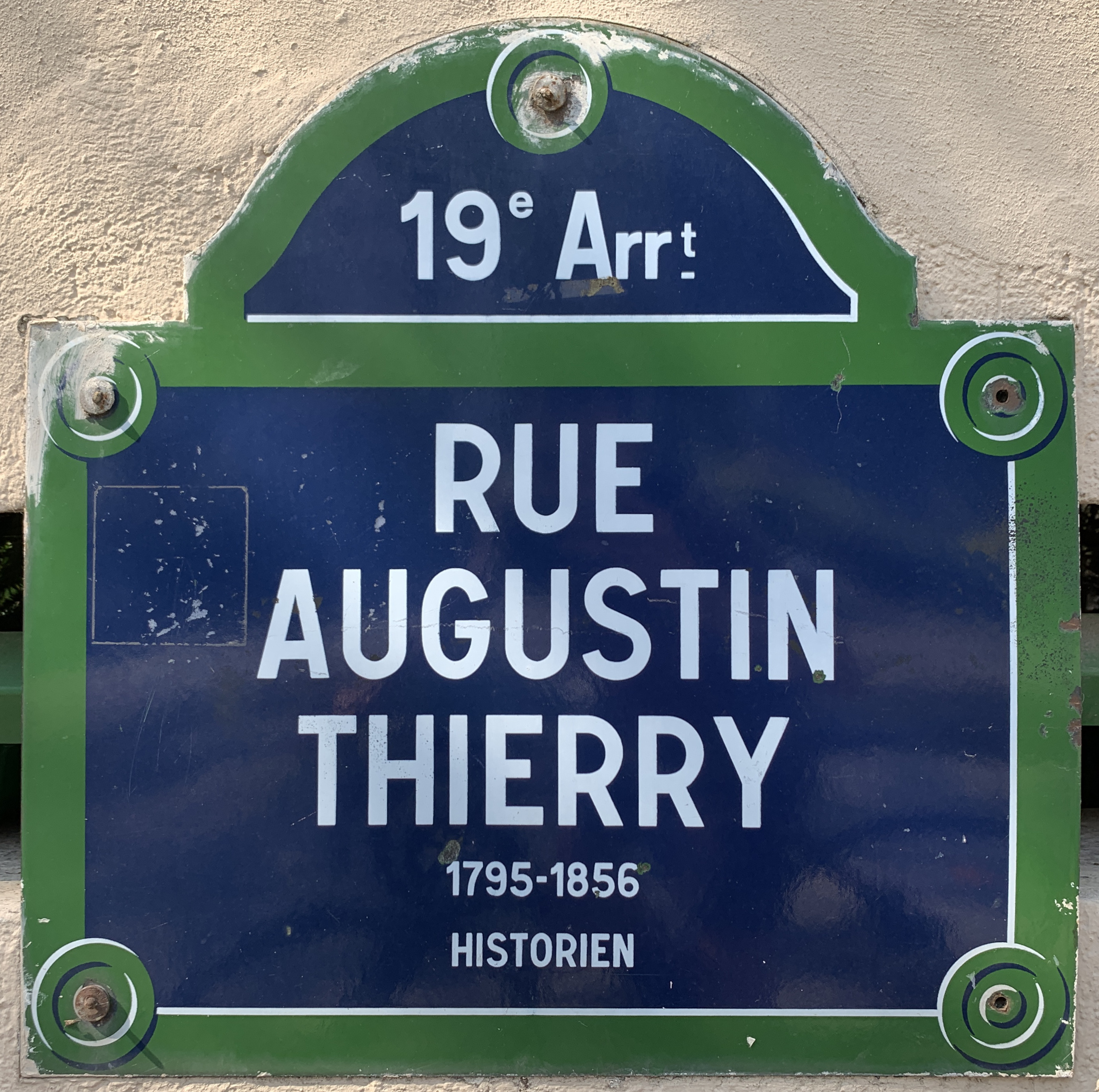

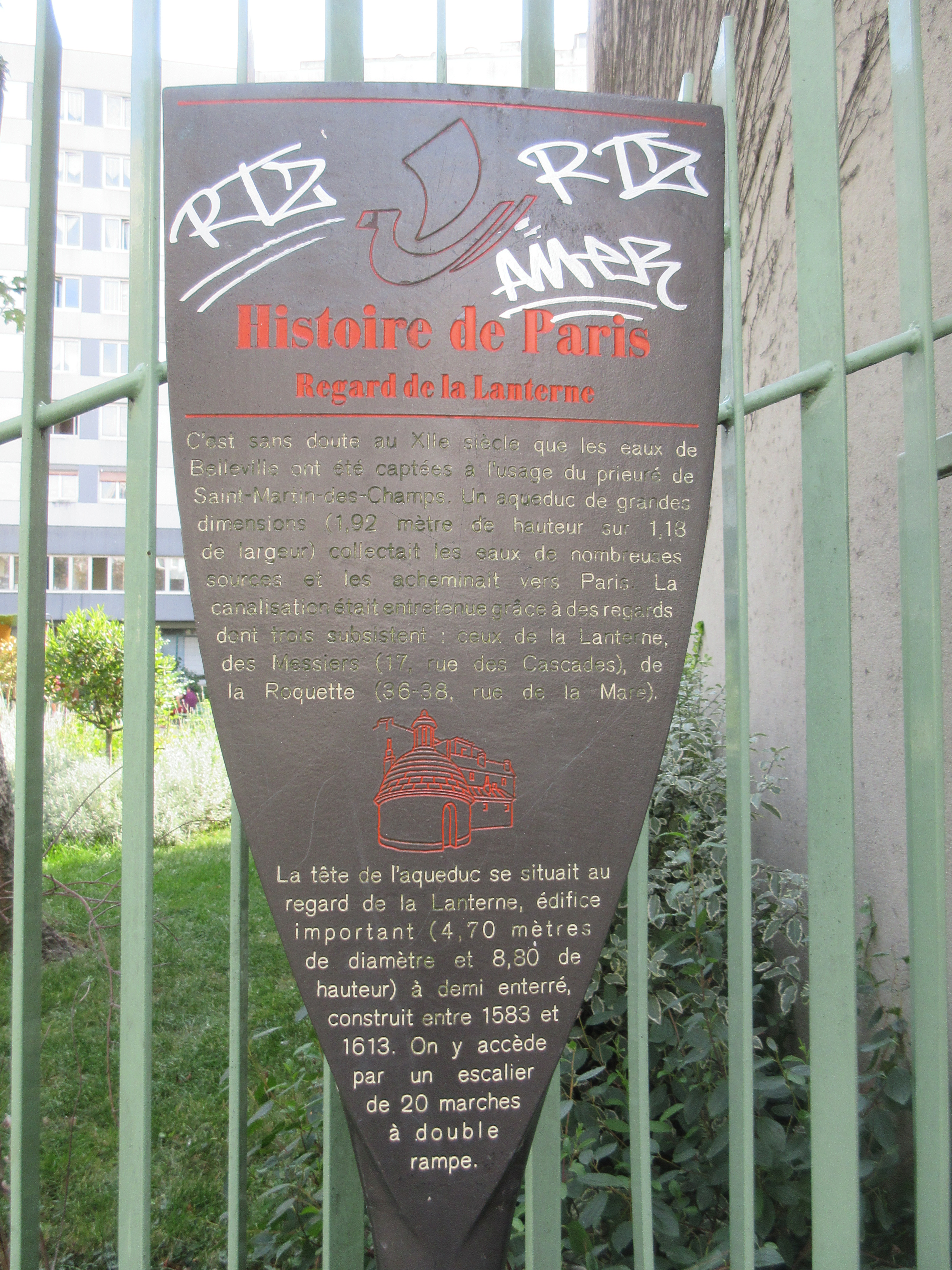
Panneau Histoire de Paris
« Regard de la Lanterne ».

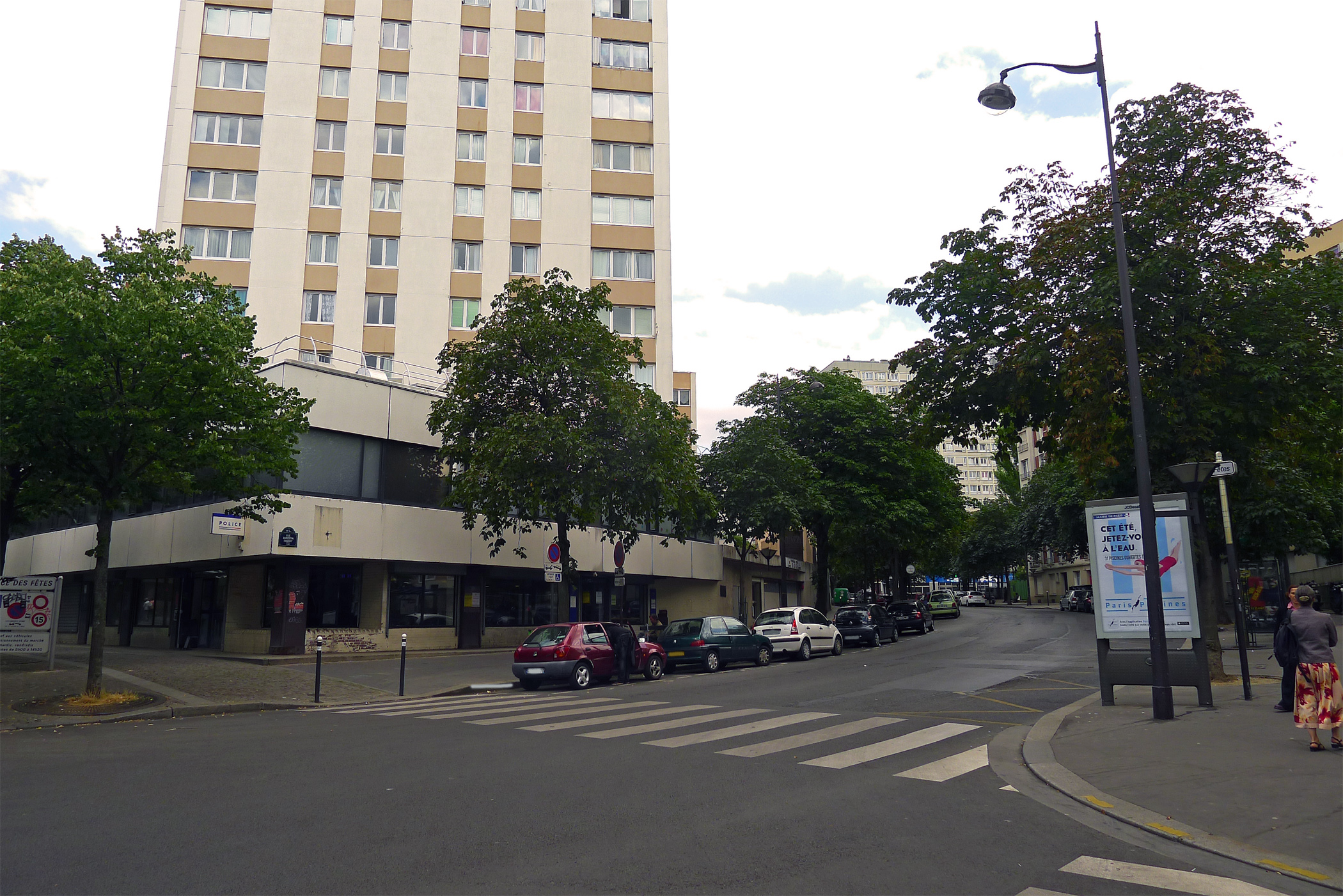
Rue Augustin-Thierry et les immeubles de la place des Fêtes.

La rue Augustin-Thierry effectue un arc de cercle au sud de l'ensemble immobilier de la place des Fêtes. Elle débute à l'ouest perpendiculairement à la rue du Pré-Saint-Gervais, dans l'axe de la rue Petitot. Elle se termine à l'est sur la rue Compans et est poursuivie de l'autre côté de celle-ci par la rue Henri-Ribière.

## Origine du nom
La rue porte le nom de l'historien français Augustin Thierry (1795-1856).

## Historique
Cette voie est indiquée sur le cadastre de la commune de Belleville dressé en 1812 sous le nom de « rue Thierry », du nom de celui d'un propriétaire local.
Elle est classée dans la voirie parisienne par un décret du 23 mai 1863 et prend sa dénomination actuelle par un arrêté du 28 décembre 1894.

## Bâtiments remarquables et lieux de mémoire
Le regard de la Lanterne, ancien regard de l'aqueduc de Belleville, est situé au numéro 3, dans le jardin du Regard-de-la-Lanterne.